# Мойохілір
Мойохілі́р (індонез. Moyohilir) — один з 24 районів округу Сумбава провінції Західна Південно-Східна Нуса у складі Індонезії. Розташований у центральній частині. Адміністративний центр — село Серадінг.
Населення — 22484 особи (2012; 22099 в 2010).

## Адміністративний поділ
До складу району входять 10 сіл:
| Населений пункт   | Населення, осіб (2010) |
| ----------------- | ---------------------- |
| Бату-Бангка, село | 2211                   |
| Бераре, село      | 2864                   |
| Какіанг, село     | 2732                   |
| Лаб-Іджук, село   | 1072                   |
| Мойо, село        | 1994                   |
| Мойо-Мекар, село  | 1509                   |
| Нгеру, село       | 1517                   |
| Олат-Рава, село   | 1502                   |
| Пото, село        | 2514                   |
| Серадінг, село    | 4184                   |